# Scheloribates indicus
Scheloribates indicus är en kvalsterart som först beskrevs av Oudemans 1915.  Scheloribates indicus ingår i släktet Scheloribates och familjen Scheloribatidae.

## Underarter
Arten delas in i följande underarter:
- S. i. indicus
- S. i. marquesalis